# Distretto di Tiruchirappalli
Il distretto di Tiruchirappalli è un distretto del Tamil Nadu, in India, di 2 388 831 abitanti. Il suo capoluogo è Tiruchirappalli.